# Федеральне агентство з надзвичайних ситуацій США
Федеральне агентство з надзвичайних ситуацій (англ. Federal Emergency Management Agency, FEMA) — це агентство Міністерства внутрішньої безпеки США, створене за Президентським планом реорганізації № 3 від 1978 року та реалізоване двома виконавчими розпорядженнями 1 квітня 1979 року. Основною метою агентства є координація реагування на катастрофи, які сталися в США і для подолання яких в місцевих органів влади недостатньо ресурсів. Губернатор штату, в якому сталася катастрофа, повинен оголосити надзвичайний стан і офіційно попросити в Президента щоб FEMA та федеральний уряд допомогли його штату відреагувати на катастрофу. Єдиним винятком із вимоги щодо надання допомоги тільки після того, як про це попросить губернатор, є випадок, коли надзвичайна ситуація або катастрофа відбувалась на території, яка належить федеральному уряду, або із федеральною власністю, наприклад, теракт біля федеральної будівлі Альфреда П. Мурра в 1995 році в Оклахома-Сіті, штат Оклахома, або в катастрофа космічного шатла «Колумбія» в 2003 році.
Хоча участь в роботі з ліквідації наслідків катастрофи прямо на місці цієї катастрофи є основною частиною обов'язків FEMA, агентство також надає місцевим органам влади експертів у спеціалізованих галузях та надає кошти для відбудови і для матеріальної допомоги. Агентство разом із Адміністрацією малого бізнесу надає низьковідсоткові позики особам постраждалим від катастрофи, щоб вони мали гроші на відбудову житла та на відновлення знищенного майна. Також FEMA надає кошти на підготовку рятувального персоналу по всій території США.

## Історія
Агентства, які займались ліквідацією наслідків надзвичайних ситуацій, існують в США, в тій чи іншій формі, вже понад 200 років.

### До 1930-х років
На початку 1800-их років серія руйнівних пожеж нанесла значну шкоду портовому місту Портсмут, штат Нью-Гемпшир. Після цього в 1803 році Конгрес США ухвалив постанову для допомоги постраждалим торговцям Портсмуту, продовживши час, який вони мали для перерахування тарифів на імпортні товари. Це вважається першим законодавчим актом, ухваленим федеральним урядом для надання допомоги після катастрофи.
У період між 1803 та 1930 роками «ad hoc»-постанови із допомоги або компенсації після катастрофи ухвалювались понад 100 разів. Серед прикладів можна навести тимчасове скасування мит і тарифів для купців Нью-Йорка після Великої пожежі в Нью-Йорку 1835 року. Після руйнування театру Джона Т. Форда в червні 1893 року, Конгрес ухвалив законодавство, за яким тим, хто постраждав при руйнуванні цієї будівлі, надавалась компенсація.

### 1930-1960-ті роки
Після початку Великої депресії в 1929 році президент Герберт Гувер в 1932 році доручив створити Фінансову корпорацію із реконструкції. Її метою було позичати гроші банкам та установам для стимулювання економічної діяльності. Корпорація також відповідала за видачу федеральних доларів після катастрофи. Її можна вважати першим організованим федеральним агентством із реагування на катастрофи.
Бюро громадських доріг у 1934 році отримало повноваження із фінансування реконструкції автомобільних доріг та автотрас після катастрофи. Закон про реагування на паводки 1944 року також надав Інженерному корпусу армії США повноваження щодо проєктів щодо боротьби з паводками та щодо зрошення, і таким чином відіграв важливу роль у відновленні після повеней.

### Департамент житлового будівництва та міського розвитку (1973—1979)
Федеральна діяльність щодо надання допомоги та відновлення після катастроф була підпорядкована Департаменту житлового будівництва та міського розвитку США у 1973 році за Президентським планом реорганізації № 2 від 1973 року. Також в межах департаменту, як відділ, була створена Федеральна адміністрація допомоги при катастрофах. Це відомство буде займатися катастрофами аж до моменту його приєднання до FEMA в 1978 році.
До впровадження Плану реорганізації № 3 від 1978 року виконавчими наказами 12127 та 12148, багато державних агенцій все ще були залучені до ліквідації наслідків катастроф. В деяких випадках понад 100 окремих агентств могли сперечатись за контроль та юрисдикцію над ліквідацією наслідків катастроф.
Протягом багатьох років Конгрес все більше розширював спектр охоплення категорій допомоги, декілька розпоряджень Президента робили те саме. Ухвалюючи ці різні форми законодавства, Конгрес встановив категорію щорічного бюджетного фінансування допомоги жертвам різних видів небезпек чи катастроф, уточнив умови для цього, а потім встановив або делегував обов'язки різним федеральним та не федеральним агенціям.
З часом, відбулось значне розширення масиву організацій, які займались ліквідацією наслідків катастроф. Одним із перших таких федеральних відомств була Федеральна адміністрація цивільної оборони, яка діяло у складі Виконавчого офісу Президента США. Тоді функції з адміністрування наслідків стихійних лих були покладені на самого Президента, який делегував їх Адміністрації із фінансування житлового будівництва. Згодом був створений новий Офіс оборонної мобілізації, який потім був перейменований на Офіс оборони та цивільної мобілізації. Потім Офіс цивільної оборони при Міністерстві оборони, пізніше при Міністерстві охорони здоров'я і соціальних служб, а потім він був віднесений до відома Міністерства сільського господарства. Пізніше були створені Управління з планування при надзвичайних ситуацій, Агенція готовності до цивільної оборони (на заміну Офісу цивільної оборони при Міністерстві оборони) та Адміністрація загальних служб.
Ці дії демонстрували, що протягом цих років внутрішня підготовленість держави вирішувалась декількома абсолютно різними законодавчими актами, мотивованими політичними чи бюджетним причинами, а не єдиною об'єднаною і всебічною стратегією для задоволення потреб нації щодо цього питання. Потім, у 1978 році були здійснені дії для об'єднання декількох окремих функцій: було створене FEMA для розміщення функцій цивільної оборони та реагування на катастрофи під одним дахом. Це вважалось дуже суперечливим рішенням на той час.

### FEMA як незалежне агентство (1979—2003)

Печатка FEMA до 2003 року.

Прапор FEMA до 2003 року.

Федеральне агентство з надзвичайних ситуацій США було створене відповідно до Плану з реорганізації № 3 від 1978 року, який був введений в дію Президентом Джиммі Картером у Виконавчому наказі 1 квітня 1979 року.
В липні того ж року Картер підписав Виконавчий наказ 12148, який передав повноваження щодо ліквідації наслідків катастроф новому відомству федерального рівня. FEMA поглинула Федеральну адміністрацію страхування, Національну адміністрацію запобігання та контролю пожеж, Програму готовності громад Національної погодної служби, Федеральне агентство з готовності Адміністрації загальних служб та Федеральну адміністрацію з ліквідації наслідків катастроф. FEMA також отримала відповідальність за нагляд за цивільною обороною країни, функцію, яку раніше виконувало Агентство цивільної готовності Міністерства оборони.
Однією з катастроф, на яку відреагувала FEMA, був викид токсичних відходів в Лав-Кенел в місті Ніагара-Фоллс, штат Нью-Йорк, наприкінці 1970-х. FEMA також відреагувала на аварію на АЕС Три-Майл-Айленд в Пенсільванії, в ході якої була серйозно пошкоджена активна зона реактора, а частина ядерного палива розплавилася. Ці катастрофи, хоч і показали що агентство може функціонувати належним чином, також виявили певні недоліки.
В 1993 році Президент Білл Клінтон призначив Джеймса Лі Вітта директором FEMA. В 1996 році агентство було підвищено до одного рівня із міністерствами, хоча не було продовжено Президентом Джорджем Бушем. Вітт ініціював реформи, які допомогли впорядкувати процес відновлення та ліквідації наслідків катастроф. Закінчення холодної війни також дозволило перенаправити ресурси агентства від цивільної оборони до готовності до ліквідації наслідків катастроф.
Після створення FEMA шляхом реорганізації та виконавчих наказів, Конгрес продовжував розширювати повноваження FEMA, покладаючи на нього все нові і нові обов'язки. Ці обов'язки включають забезпечення безпеки гребель відповідно до Закону про національну програму безпеки гребель, допомогу внаслідок стихійних лих передбачену Законом про подолання наслідків катастроф та про невідкладну допомогу, зменшення небезпеки від землетрусів відповідно до Закону про зменшення небезпеки від землетрусів 1977 року, надання їжі та притулку під час надзвичайних ситуацій відповідно до Закону про допомогу бездомним від 1987 року, контроль за поводженням із небезпечними матеріалами відповідно до Закону про готовність до надзвичайних ситуацій та правом на поінформованість громад від 1986 року. Також було додаткове розширення повноважень Виконавчим наказом 12699 щодо вимог до безпеки федеральних будівель та Виконавчим наказом 12941, що стосується необхідності розрахунку витрат на сейсмічну модернізацію федеральних будівель.
Крім того, FEMA отримала повноваження щодо боротьби з тероризмом відповідно до Закону про зброю масового знищення від 1996 року, який був реакцією на виявлення вразливих місць у США після заринової атаки в Токійському метрополітені в 1995 році.

### FEMA у складі Міністерства національної безпеки (з 2003)

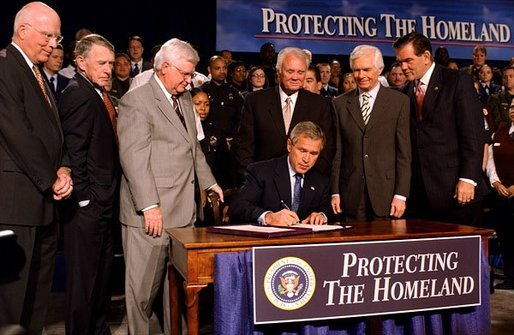
Президент Джордж Буш підписує Закон про асигнування на національну безпеку 2004 року.

Після нападів 11 вересня 2001 року Конгрес прийняв Закон про національну безпеку 2002 року, який створив Міністерство національної безпеки для кращої координації між різними федеральними агенціями, які займаються правоохоронною діяльністю, ліквідацією наслідків катастроф, захистом кордону та цивільною обороною. FEMA була переведена до складу цього міністерства 1 березня 2003 року. В результаті, FEMA перетворилась на частину Директорату готовності та реагування на надзвичайні ситуації Міністерства національної безпеки, де працювали понад 2600 штатних працівників, але знову стало Федеральним агентством з надзвичайних ситуацій 31 березня 2007 року, при цьому все одно залишившись в Міністерстві національної безпеки.
Ураган Катріна в 2005 році продемонстрував, що бачення щодо подальшого об'єднання функцій та іншої реорганізації не може розв'язати проблеми, з якими раніше стикнулось FEMA. «Підсумковий звіт Двопартійного комітету з розслідування питань підготовки та реагування на ураган Катріна», опублікований 15 лютого 2006 року Офісом друку уряду США, показав, що федеральне фінансування штатів для підготовки до «всіх небезпек» не видавалось, якщо місцеві агенції не збирались витрачати їх на боротьбу із тероризмом. Фахівці з реагування на надзвичайні ситуації засвідчили, що виділення коштів на підготовку до природних небезпек мало менший пріоритет, ніж виділення коштів на підготовку антитерористичних заходів. В свідченнях також висловлювалась думка, що місія щодо зменшення вразливості та підготовки до стихійних лих до їх виникнення була відокремлена від функцій готовності до катастроф, зробивши націю більш вразливою до відомих небезпек, таких як урагани.
Після звинувачень у неефективному управлінні під час урагану Катріна, Національну медичну систему катастроф було передано з Міністерства національної безпеки до Міністерства охорони здоров'я і соціальних служб за Законом про готовність до пандемій та всіх видів небезпек, підписаним Президентом Джорджем Бушем 18 грудня 2006 року.
Восени 2008 року FEMA взяла на себе координацію кампанії «Ready Campaign», національної інформаційної кампанії, метою якої є допомога та навчання американців готуватися до та діяти під час надзвичайних ситуацій, включаючи природні і техногенні катастрофи. «Ready Campaign» та її іспаномовна версія «Listo» спонукає осіб зробити три речі: зібрати комплект для надзвичайних ситуацій, скласти сімейний план дій при надзвичайних ситуаціях, та бути проінформованим про різні типи надзвичайних ситуацій, які можуть статися та про шляхи реагування на них. Повідомлення цієї кампанії поширюються через телебачення, радіо, пресу, плакати, брошури та вебсайти англійською та іспанською мовами.
FEMA було призначене відповідальним за закупівлю медичних препаратів під час пандемії коронавірусу 2020 року.
У квітні 2023 року FEMA подали до суду за відсутність відновлюваної енергії при реконструкції електричної мережі штату Пуерто-Рико.

## Структура
Під час дебатів щодо Закону про національну безпеку 2002 року дехто закликав залишити FEMA незалежною агенцією. Після не надто ефективного реагування на ураган Катріна, критики закликали виокремити FEMA з Міністерства національної безпеки. Сьогодні FEMA існує як одне з основних агентств Міністерства національної безпеки. Адміністратор Федерального управління з надзвичайних ситуацій звітує безпосередньо Секретарю внутрішньої безпеки. У березні 2003 року FEMA об'єдналася із 22 іншими федеральними відомствами, програмами та офісами у Міністерство національної безпеки. Новий департамент, очолений секретарем Томом Ріджем, здійснював скоординований підхід до національної безпеки від надзвичайних ситуацій та катастроф — як природних, так і техногенних.
FEMA керує Національною програмою страхування від повеней. Інші програми якими FEMA раніше керувало, були розділені з іншими відомствами або переведені під прямий контроль Міністерства національної безпеки.
FEMA почала адмініструвати Тренувальний центр реагування на катастрофи у 2007 році.

### Бюджет
FEMA має щорічний бюджет у розмірі 18 мільярдів доларів, який використовується та розподіляється по різних штатах, відповідно до надзвичайних ситуацій, які відбуваються в кожному з них. В кінці кожного року на вебсайті FEMA публікується звіт про використання цих коштів.

### Регіони
| Регіон      | Регіональний офіс              | Зона відповідальності |
| ----------- | ------------------------------ | --- |
| Регіон I    | Бостон, штат Массачусетс       | Вермонт, Коннектикут, Массачусетс, Мен, Нью-Гемпшир, Род-Айленд                                                              |
| Регіон II   | Нью-Йорк, штат Нью-Йорк        | Нью-Джерсі, Нью-Йорк, Пуерто-Рико, Американські Віргінські Острови                                                           |
| Регіон III  | Філадельфія, штат Пенсільванія | Вірджинія, Західна Вірджинія, Делавер, Меріленд, Пенсільванія та місто Вашингтон                                             |
| Регіон IV   | Атланта, штат Джорджія         | Алабама, Джорджія, Кентуккі, Міссісіпі, Південна Кароліна, Північна Кароліна, Теннессі, Флорида                              |
| Регіон V    | Чикаго, штат Іллінойс          | Вісконсин, Іллінойс, Індіана, Міннесота, Мічиган, Огайо                                                                      |
| Регіон VI   | Дентон, штат Техас             | Арканзас, Луїзіана, Нью-Мексико, Оклахома, Техас                                                                             |
| Регіон VII  | Канзас-Сіті, штат Міссурі      | Айова, Канзас, Міссурі, Небраска                                                                                             |
| Регіон VIII | Денвер, штат Колорадо          | Вайомінг, Колорадо, Монтана, Південна Дакота, Північна Дакота, Юта                                                           |
| Регіон IX   | Окленд, штат Каліфорнія        | Аризона, Гаваї, Каліфорнія, Невада, Американське Самоа, Гуам, Північні Маріанські Острови, Маршаллові Острови, ФШ Мікронезії |
| Регіон X    | Сіетл, штат Вашингтон          | Айдахо, Аляска, Вашингтон, Орегон                                                                                            |

## Програми пом'якшення наслідків катастроф
Директорат з пом'якшення наслідків катастроф FEMA несе відповідальність за програми, які вступають в дію ще до передбачених катастроф. Ці програми направлені на виявлення ризиків та зменшення травм, втрати майна та часу відновлення. Агентство має великі програми аналізу повеней, ураганів, тропічних штормів та землетрусів.
FEMA працює над тим, щоб забезпечити доступне страхування від повеней власникам будинків на заплавах, через Національну програму страхування від повеней, а також слідкує за дотриманням заборони на забудову заплав та працює над переміщенням або підняттям над землею деяких споруд, які перебувають в зоні ризику.
Дотації на ліквідацію наслідків стихійних лих доступні для модернізації наявних будівель, будівництва укриттів від торнадо та штормів, захисту рослинності від ерозії і пожеж, малих проєктів із боротьби з повенями. Критики кажуть, що ця програма є недостатньо ефективною, оскільки вона відчуває недостачу фінансування у порівнянні із фінансуванням на реагування і відновлення, процес подання заявки на дотацію є необґрунтовано повільним, гроші платників податків витрачаються марно, оскільки Національна програма страхування від повеней до 18 разів платила за реконструкцію тих самих будівель. 1 % майна, застрахованого цією програмою, використовує більше ніж чверть всіх коштів програми.

## Можливості із реагування
Реагування на надзвичайні ситуації Федеральним агентством з надзвичайних ситуацій засноване на невеликих децентралізованих командах, які пройшли підготовку в різних областях. Серед них Національно-медична система катастроф, Команда міських пошукових та рятувальних робіт, Команда медичної допомоги при катастрофах та Команда мобільного реагування на надзвичайні ситуації.

### Національний координаційний центр реагування
Національний центр координації реагування FEMA (NRCC) — це центр, участь в роботі якого беруть багато агентств. Він розташований у штаб-квартирі FEMA, і він координує загальну федеральну реакцію на великі катастрофи та надзвичайні ситуації. Адміністратор FEMA або його представник активує цей центр після настання надзвичайної ситуації. Центр координується із постраждалим регіоном і надає необхідні ресурси та поради для підтримки операцій на місцях. Працівники центру забезпечують координацію, планування, розгортання ресурсів, а також збирають та поширюють інформацію про інцидент, створюючи та підтримуючи ситуаційну обізнаність, і все це на національному рівні.
Прикладом діяльності Національного координаційного центру реагування є координація заходів з реагування на надзвичайні ситуації, які відбулися у зв'язку з повенями в Колорадо в 2013 році.

### Команди медичної допомоги при катастрофах

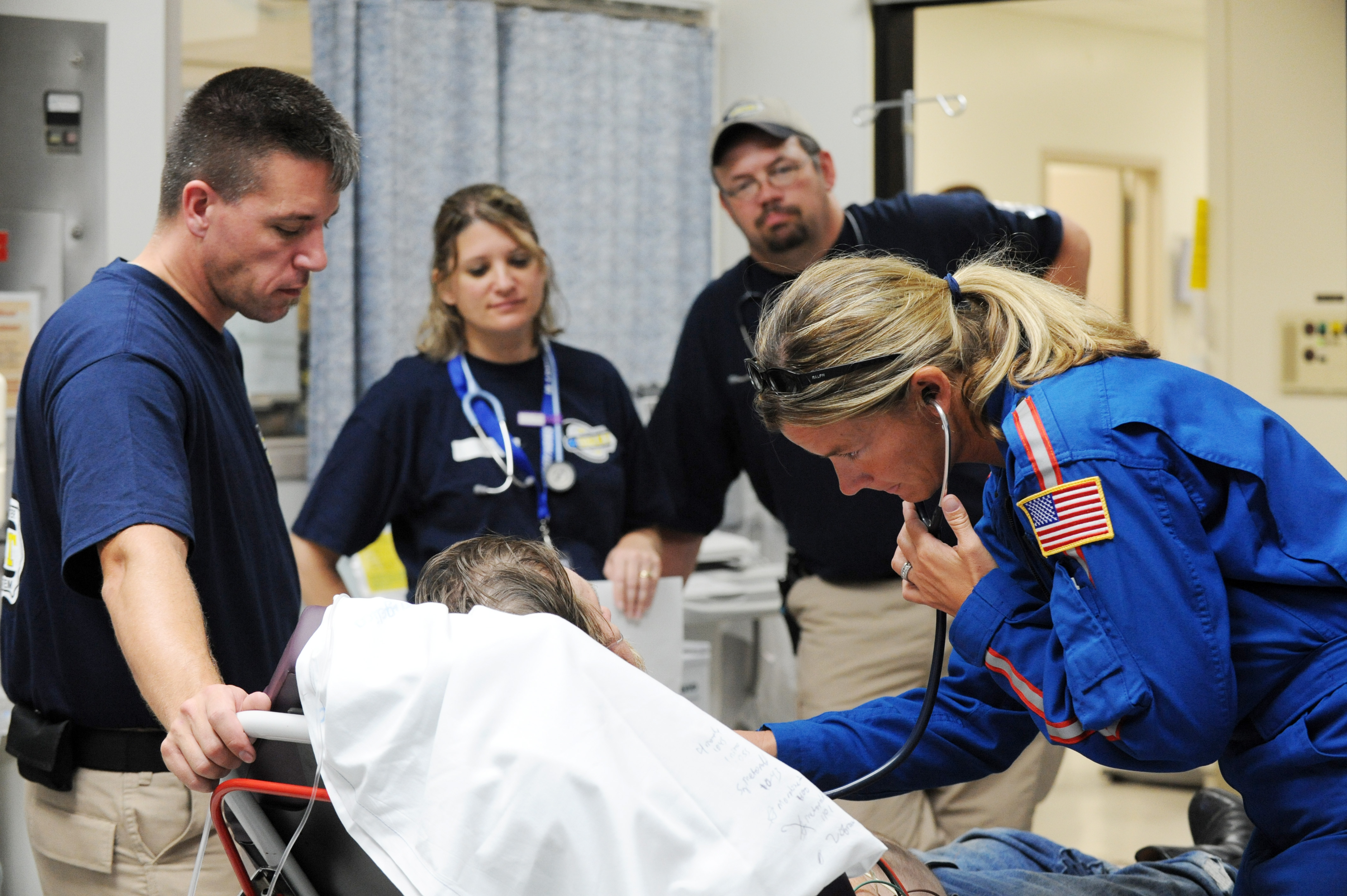
Команди медичної допомоги при катастрофах розгорнула діяльність після урагану Айке в Техасі.

Команди медичної допомоги при катастрофах надають медичну допомогу на місцях катастроф і зазвичай складаються з лікарів та фельдшерів. Існують також національні команди догляду за хворими, національні фармацевтичні команди реагування та команди ветеринарної медичної допомоги. Команди моргового оперативного реагування забезпечують роботу моргів та медико-криміналістичних лабораторій. Національні групи медичного реагування навчені і обладнані для знезараження жертв хімічних та біологічних агентів.

### Команди міського пошуку та рятування
Команди міського пошуку та рятування виконують порятунок жертв обвалів будинків, замкнутих просторів та інших катастроф, наприклад, обвалу шахт та землетрусів.

### Команда мобільного реагування на надзвичайні ситуації

Попередження про надзвичайну ситуацію від імені Президента на мобільному телефоні.

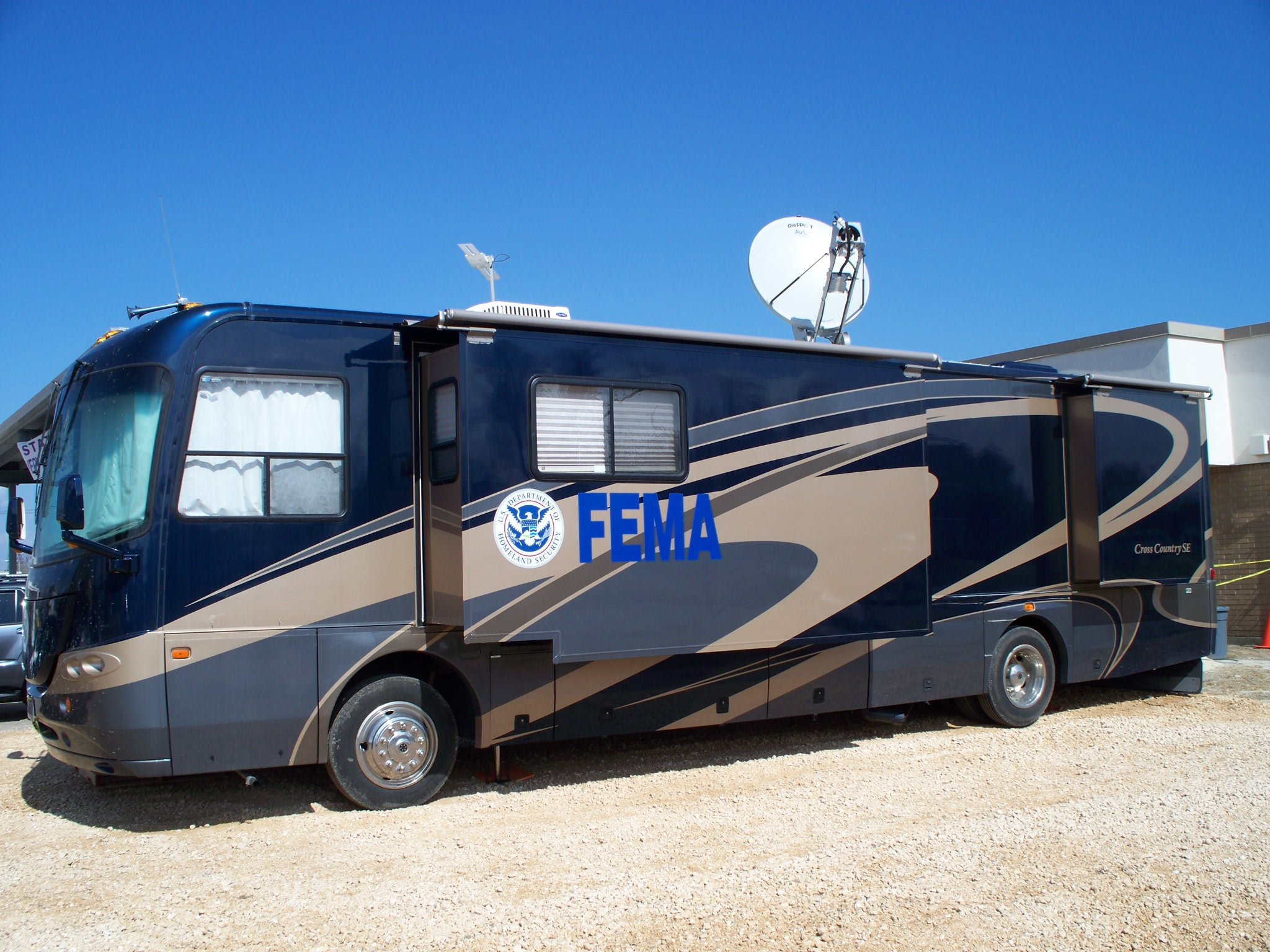
Транспортний засіб FEMA забезпечує підтримку зв'язку після серйозних ураганів.

Ці команди надають комунікаційну підтримку місцевим службам громадської безпеки. Наприклад, вони можуть привезти вантажівку із супутниковою висхідною лінією, комп'ютерами, телефонами та виробленням електроенергії в зону поблизу катастрофи, щоб ті хто беруть участь в ліквідації наслідків катастрофи могли зв'язатись із зовнішнім світом. Є також Мобільні авіатранспортовані телекомунікаційні системи, які можна швидко доправити до місця катастрофи повітрям. Також, є можливість встановити портативні вежі мобільного телефону, щоб дозволити місцевим респондентам отримати доступ до телефонних систем.
Перше випробування національної системи бездротового зв'язку для надзвичайних ситуацій FEMA було проведене о 14:18 (за часом EDT) 3 жовтня 2018. Тестове повідомлення було розіслане на 225 мільйонів електронних пристроїв. Президент може доручити FEMA поширити такі сповіщення лише в надзвичайних ситуаціях на національному рівні або якщо громадськості загрожує небезпека. Система не може використовуватися для особистих повідомлень від Президента. Власники мобільних телефонів не можуть відмовитися від отримання таких попереджень.

### Готовність до ядерних інцидентів
1 серпня 2008 року FEMA оприлюднила «Посібник з планування захисту і відновлення після аварій радіологічного розповсюдження та з вдосконалених аварійних ядерних пристроїв», який містить керівництво щодо дій у разі радіоактивного забруднення. За даними Федерації американських вчених, під час холодної війни FEMA готувала оцінки можливих наслідків повномасштабної радянської ядерної атаки на США для використання у плануванні зусиль щодо пом'якшення наслідків та зусиль щодо відновлення. FEMA також підготувала плани евакуації великих міст США на випадок ядерної війни, які отримали назву CRP-2B.

### Навчання
FEMA пропонує велику кількість навчальних класів, або у власних центрах, або через програми на рівні штатів, у співпраці з коледжами та університетами, або онлайн. Останні є безкоштовними заняттями, доступними для всіх, хоча лише мешканці США або ті хто має дозвіл на роботу в США можуть скласти остаточні іспити.
Відділ тренування та освіти в Національному інтеграційному центрі FEMA безпосередньо фінансує підготовку осіб, які реагуватимуть на катастрофи, та надає рекомендації щодо витрат, пов'язаних з навчанням, за грантовими програмами FEMA. Менеджери з надзвичайних ситуацій та інші зацікавлені члени громадськості можуть пройти навчальні курси для сертифікації в онлайн-інституті управління надзвичайними ситуаціями FEMA.

## Критика

### Ураган Ендрю
В серпні 1992 року ураган Ендрю завдав удару по берегах Флориди та Луїзіани стійкими вітрами у 265 км/год. FEMA широко піддавалось критиці за його реакцію на ураган Ендрю, це було підсумоване відомим вигуком «Де ж, чорт забирай, кавалерія на цей випадок?» від Кейт Хейл, директора з надзвичайних ситуацій округу Маямі-Дейд у Флориді. FEMA та федеральний уряд взагалі, були звинувачені в тому, що вони не забезпечили досить швидко житло, їжу та утримання приблизно 250 000 людей, які залишилися без нічого у постраждалих районах. Протягом п'яти днів федеральний уряд та сусідні штати відправили 20 000 національних гвардійців та військовослужбовців на південь округу Маямі-Дейд для спорудження тимчасового житла. Ця подія та результати роботи FEMA були розглянуті Національною академією державного управління у своєму звіті «Змагаючись з катастрофою» в лютому 1993 року, в якому було визначено кілька основних парадигм управління надзвичайними ситуаціями від адміністрації FEMA, які були причиною невдалої реакції.
Раніше FEMA піддавалася критиці за реакцію на ураган Г'юго, який вдарив по Південній Кароліні у вересні 1989 року. Багато тих же проблем, які погіршували роботу агентства під час урагану Ендрю, також були помітні під час реакції на ураган Катріна в 2005 році.

### Урагани в південній Флориді
Газета з південної Флориди «Sun-Sentinel» має широкий перелік задокументованих зауважень до FEMA під час чотирьох ураганів, які вдарили по регіону в 2004 році. Деякі з цих зауважень включають:
- Коли ураган Френсіс вдарив по півдню Флориди в понад 100 милях на північ від округу Маямі-Дейд, 9 800 заявників з Маямі-Дейда отримали від FEMA компенсації на загальну суму в 21 мільйон доларів на нові меблі, одяг, тисячі нових телевізорів, мікрохвильових печей та холодильників, на автомобілі, стоматологічні рахунки, і навіть на похорон, хоча судмедексперт не зафіксував смертей від урагану Френсіс. Комітет Сенату США та генеральний інспектор Міністерства національної безпеки встановили, що FEMA помилково оголосила округ Маямі-Дейд зоною стихійного лиха, а потім виплатила мільйоні компенсації, часто не перевіряючи збитки від шторму чи потребу в допомозі.[32][33]
- FEMA використала гроші, призначені для допомоги після урагану, для оплати похорон як мінімум на 203 жителів Флориди, смерть яких не була спричинена ураганами 2004 року, як з'ясували коронери штату. Десять людей, за похорони яких заплатили, не були у Флориді на момент їх смерті.[34]

### Ураган Катріна

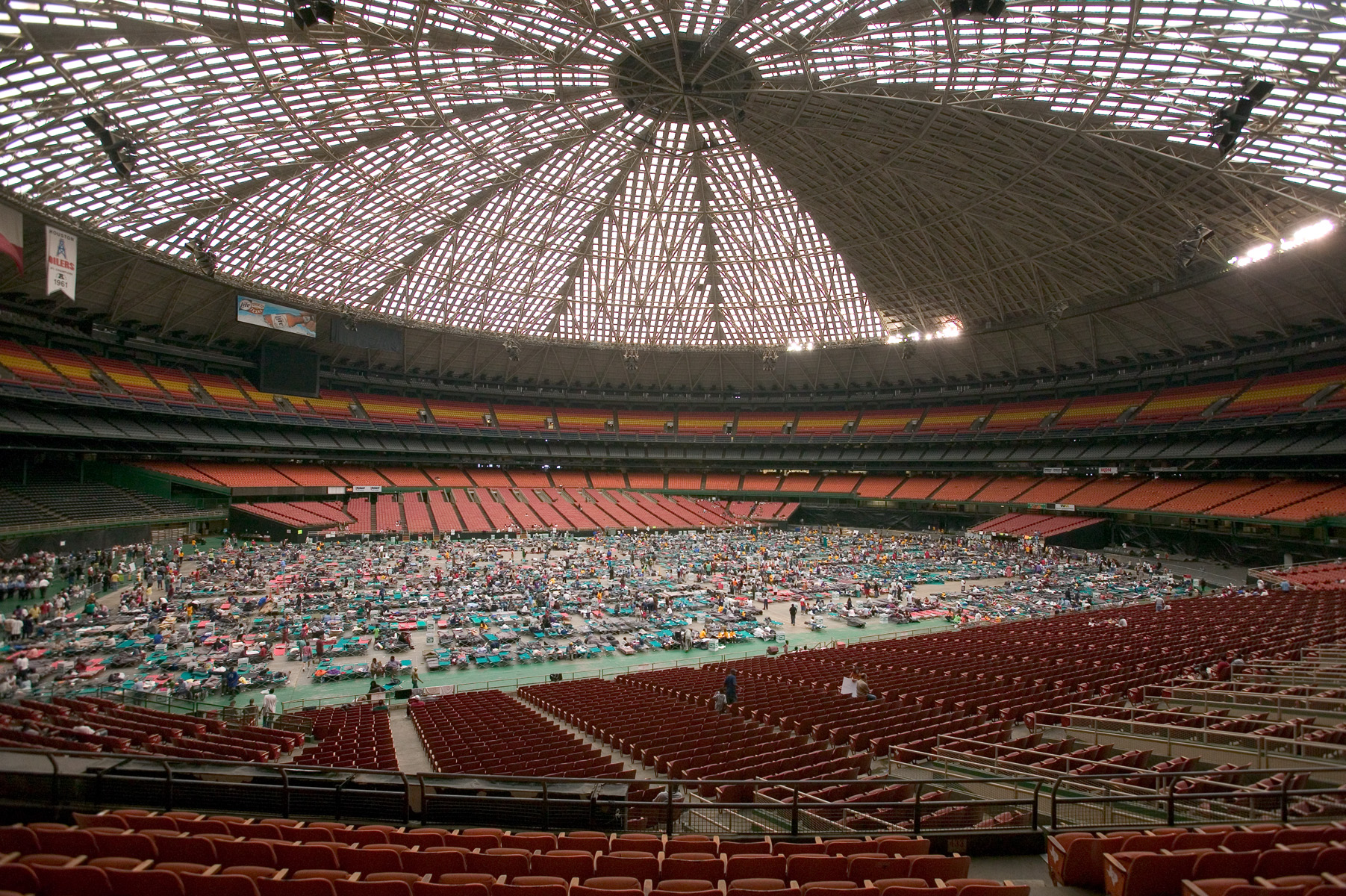
Евакуйовані люди, які укрились на стадіоні «Астродом» в Х'юстоні, штат Техас.

FEMA отримало гостру критику за його реакцію на ураган Катріна в серпні 2005 року. FEMA заздалегідь розмістило персонал в регіоні Мексиканської затоки, однак велика його частина не змогла надавати пряму допомогу і змогло лише повідомити про жахливу ситуацію вздовж узбережжя затоки, особливо в Новому Орлеані. Протягом трьох днів до цього регіону було відіслано великий контингент національної гвардії та військових.
Величезна кількість евакуйованих людей просто перевантажила рятувальний персонал. Ситуацію погіршили повені у місті, що перешкоджало транспортуванню та погіршувало комунікацію між федеральним урядом, штатами та місцевими органами. FEMA широко піддавалося критиці за повільну початкову реакцію на катастрофу та за нездатність до ефективного кризового менеджменту, нездатність ефективно допомагати жертвам катастрофи та допомогти тим, хто намагався покинути місто.
Тодішнього директора FEMA Майкла Брауна особисто критикували за повільну реакцію та явне нерозуміння ситуації. Зрештою Браун буде звільнений від командування реакцією на катастрофу Катріна і незабаром після цього піде у відставку.
Двопартійний комітет Палати представників США, створений для розслідування підготовки і реакції на ураган Катріна, дійшов таких висновків:
- Міністерство національної безпеки та Федеральне агентство з надзвичайних ситуацій не мали достатнього кваліфікованого та досвідченого персоналу для реагування на ураган Катрина.
- Готовність національних команд з реагування на надзвичайні ситуації FEMA була недостатньою і знижувала ефективність федеральної реакції.
- Давно відомі слабкі місця та масштаби катастрофи перевищили можливості FEMA забезпечити притулок та тимчасове житло.
- Логістичні системи та системи контрактів FEMA не підтримували цілеспрямоване, масове та стійке забезпечення необхідних речей.
- Ще до урагану Катріна, FEMA страждала від браку достатньо підготовлених фахівців із закупівель.

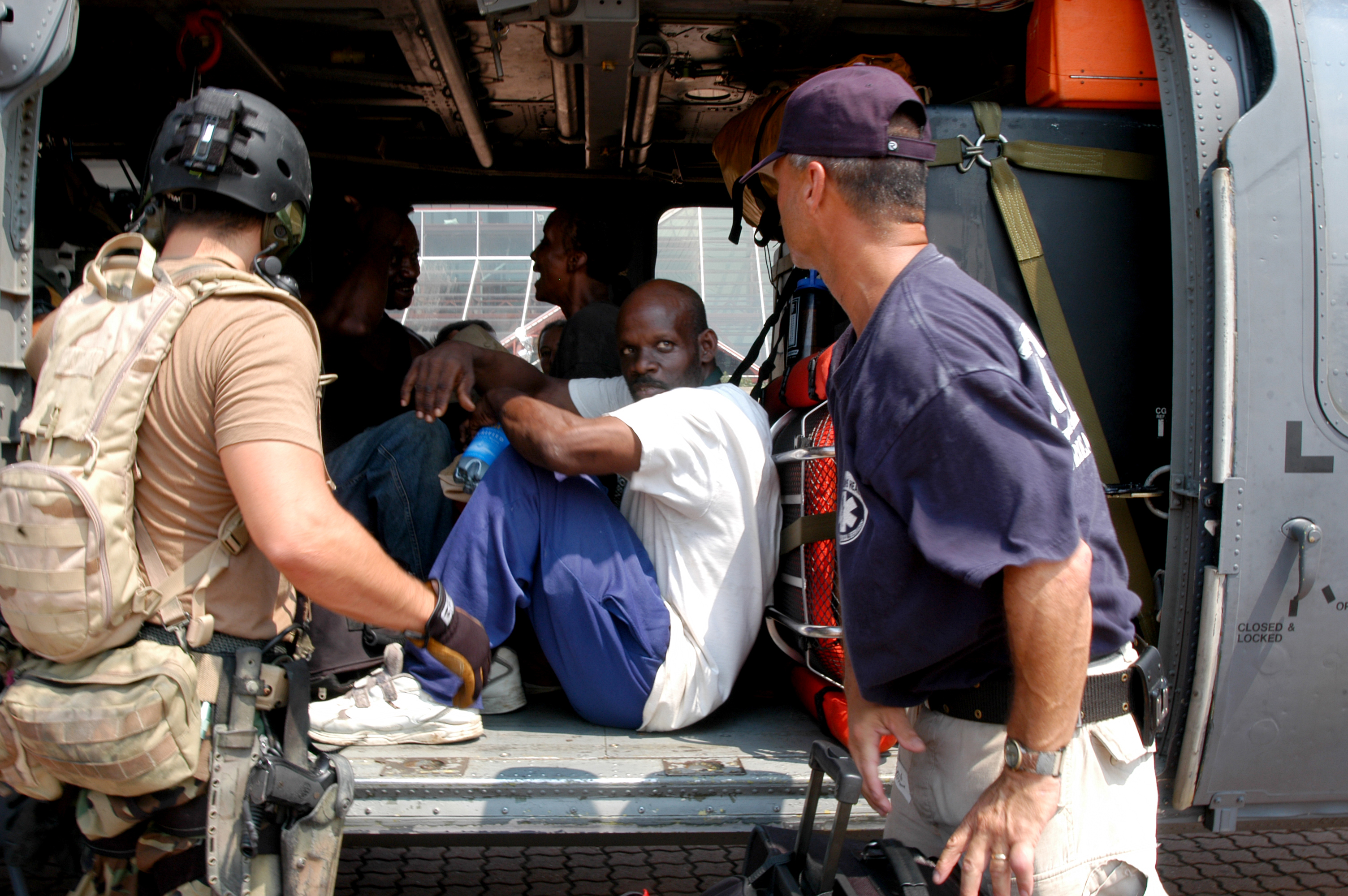
Члени Команди медичної допомоги при катастрофах евакуюють людей.

Були відзначені й інші помилки. Комітет присвятив цілий розділ звіту перерахуванню дій FEMA. Їх висновок: 
 Протягом багатьох років фахівці з надзвичайних ситуацій попереджали, що готовність FEMA погіршилася. Багато хто вважає, що це погіршення є результатом відокремлення функції готовності від FEMA, відтоку професійних кадрів разом з їхніми інституційними знаннями та досвідом, а також недостатньої готовності команд реагування на надзвичайні ситуації. Поєднання цих проблем зробило неминучою недостатню ефективність роботи FEMA в умовах катастрофи такого масштабу як ураган Катріна. 
 У червні 2008 року розслідування CNN встановило, що FEMA надала близько 85 мільйонів доларів, призначених для жертв урагану Катріна, для іншим 16 штатам.

### Каліфорнійські лісові пожежі
FEMA зазнала гострої критики, коли було виявлено, що прес-конференція щодо лісових пожеж в Каліфорнії в жовтні 2007 року була постановочною. Заступник адміністратора Харві Е. Джонсон відповідав на запитання працівників FEMA, які видавали себе за репортерів. Багато з цих питань були «теплою ванною» для заступника адміністратора, вони були навмисно поставлені таким чином, щоб відповідь на них була позитивною, створюючи враження, що FEMA робить все правильно. Таким чином, будь-який контроль зі сторони реальних репортерів був унеможливлений. Fox News, MSNBC та інші ЗМІ дали постановочну, як потім з'ясувалось, пресконференцію в прямий ефір. Справжнім репортерам повідомили про пресконференцію лише за 15 хвилин до її початку, і вони могли лише зателефонувати на лінію конференції, яка працювала в режимі «лише для прослуховування».

### Ураган Марія
У вересні 2017 року ураган Марія завдав удару по Домініці та Пуерто-Рико, швидкість вітру складала 280 км/год. Ураган Марія був п'ятим найсильнішим ураганом, який коли-небудь вражав Сполучені Штати Америки, він був сильнішим за ураган Ірма. Попри превентивні зусилля FEMA в Пуерто-Рико, острів все одно був спустошений вище усіх очікувань. Агентство підготувало запаси продовольства для переміщених мешканців ще до удару шторму, в тому числі приблизно 124 співробітники FEMA були розміщені на острові, були привезені їжа, вода та ліжка. Однак люди повідомили, що пакети харчових продуктів від FEMA складалися із самих закусок, таких як «Skittles». FEMA широко критикувалась за реакцію на ураган Марія, оскільки острів Пуерто-Рико швидко впав у гуманітарну кризу.
Острів також майже повністю залишився без електроенергії внаслідок повені та пошкодження вітром, отриманих під час урагану Марія. На початку жовтня 2017 року генерал-лейтенант Тод Семоніт, командуючий інженерним корпусом армії США, пояснив масштаби та розміри необхідної допомоги у цій енергетичній кризі. Семоніт описав журналістам деякі особливості недостачі електроенергії, пояснивши, що острів потребує 2700 мегаватів електроенергії для життєдіяльності, але було доступно лише 376 мегаватів, тобто лише 14 %.
Адміністратор FEMA Вільям Лонг розповів журналістам на брифінгу після урагану, що політичні діячі Пуерто-Рико перешкоджали можливості федерального уряду направляти допомогу. Він пояснив, що політичні суперечки у час кризи заважали єдності лідерів, описуючи, що проблема між демократами та республіканцями була «навіть гіршою» ніж в материкових США. Мешканці, в деяких випадках, повинні були заповнювати документи англійською, а не іспанською мовою, майже не маючи шансів на отримання про допомогу, про яку вони прохали.
Бригадний генерал Хосе Реєс з Національної гвардії Пуерто-Рико обговорив стратегію прискорення прибуття ресурсів через Порт-о-Понс, розташований на південному узбережжі Пуерто-Рико. Реєс також пов'язав затримку із наданням допомоги Пуерто-Рико з безпрецедентною серією штормів, які вимагали уваги агентства протягом короткого періоду часу. З цього приводу генерал Реєс сказав журналістам: «Ми ще навіть не встали на ноги після Ірми, аж раптом нас вдарила Марія». Він також пояснив відмінності між обсягами допомоги континентальним штатам та Пуерто-Рико тим, що до таких континентальних регіонів, як Флорида та Техас, які нещодавно зазнали подібних збитків, транспортування ресурсів є порівняно простішим. Транспортувати подібні ресурси до Пуерто-Рико виявилося складніше, оскільки їх треба везти через море, або на літаках, або на кораблях. Вільям Лонг також зазначив, що міжнародний аеропорт Пуерто-Рико не може працювати на повну потужність, що створює додаткову перешкоду для ввезення федеральної допомоги.